# United States v. Lopez
L’arrêt États-Unis contre Lopez du 26 avril 1995 a marqué un tournant dans la jurisprudence de la Cour suprême des États-Unis. En effet, jusqu'à cette date, la Cour s'était toujours prononcée en faveur de l'État fédéral au détriment des États fédérés (et ce depuis son premier grand arrêt, Marbury v. Madison), la Cour renverse sa jurisprudence bicentenaire et tranche en faveur des États fédérés. Le président de la Cour était fortement favorable aux États.
En l'espèce, cette restriction des pouvoirs de l'État fédéral passe par une interprétation restrictive de la clause de commerce (clause de la Constitution fédérale qui fonde sa compétence). Il s'agissait de savoir si la clause permettait à l'État fédéral d'interdire les armes dans un certain périmètre autour des écoles. La Cour a estimé que cette législation relevait de la seule appréciation des États.